# Harmagedon - La guerra contro Genma
Harmagedon - La guerra contro Genma (幻魔大戦?, Genma taisen) è un film del 1983 diretto da Rintarō. Il film anime è basato sul manga Genma Taisen di Kazumasa Hirai e Shōtarō Ishinomori. È il primo anime prodotto dalla Kadokawa Shoten, e uno dei primi film la cui animazione fu realizzata dalla Madhouse; fu inoltre il primo anime a cui lavorò Katsuhiro Ōtomo, qui autore del character design. Distribuito in Giappone il 12 marzo 1983, il film incassò 1.060.000.000 yen classificandosi all'ottavo posto tra gli incassi di quell'anno.

## Trama
Una terribile minaccia sta colpendo la Terra. Il malvagio Genma ha deciso, dopo aver sconfitto il suo acerrimo rivale, Vega, di attaccare la via Lattea, quindi il nostro pianeta, e distruggerlo. La principessa Luna, risvegliatasi a seguito di un incidente, viene a conoscenza della minaccia e inizia a radunare alcuni Esper, gli unici in grado di opporsi a Genma. Il protagonista della storia è un ragazzo, Jo Azuma, che dovrà imparare a sfruttare al meglio i propri poteri, ampliarli e acquisire la sicurezza e la determinazione necessari per salvare il pianeta. Prima di affrontare Genma, tuttavia, gli Esper se la vedranno con i suoi temibili servitori.